# Souk El Ouzar
Le souk El Ouzar (arabe : سوق الوزر) est l'un des souks de la médina de Tunis, spécialisé dans la vente de couvertures.

## Localisation
Il est situé au nord-est de la mosquée Zitouna. On peut y accéder par le souk El Attarine.

## Monuments
On y trouve la mosquée Eshobak ainsi que la mosquée El Habibi, construite par le souverain husseinite Habib Bey.

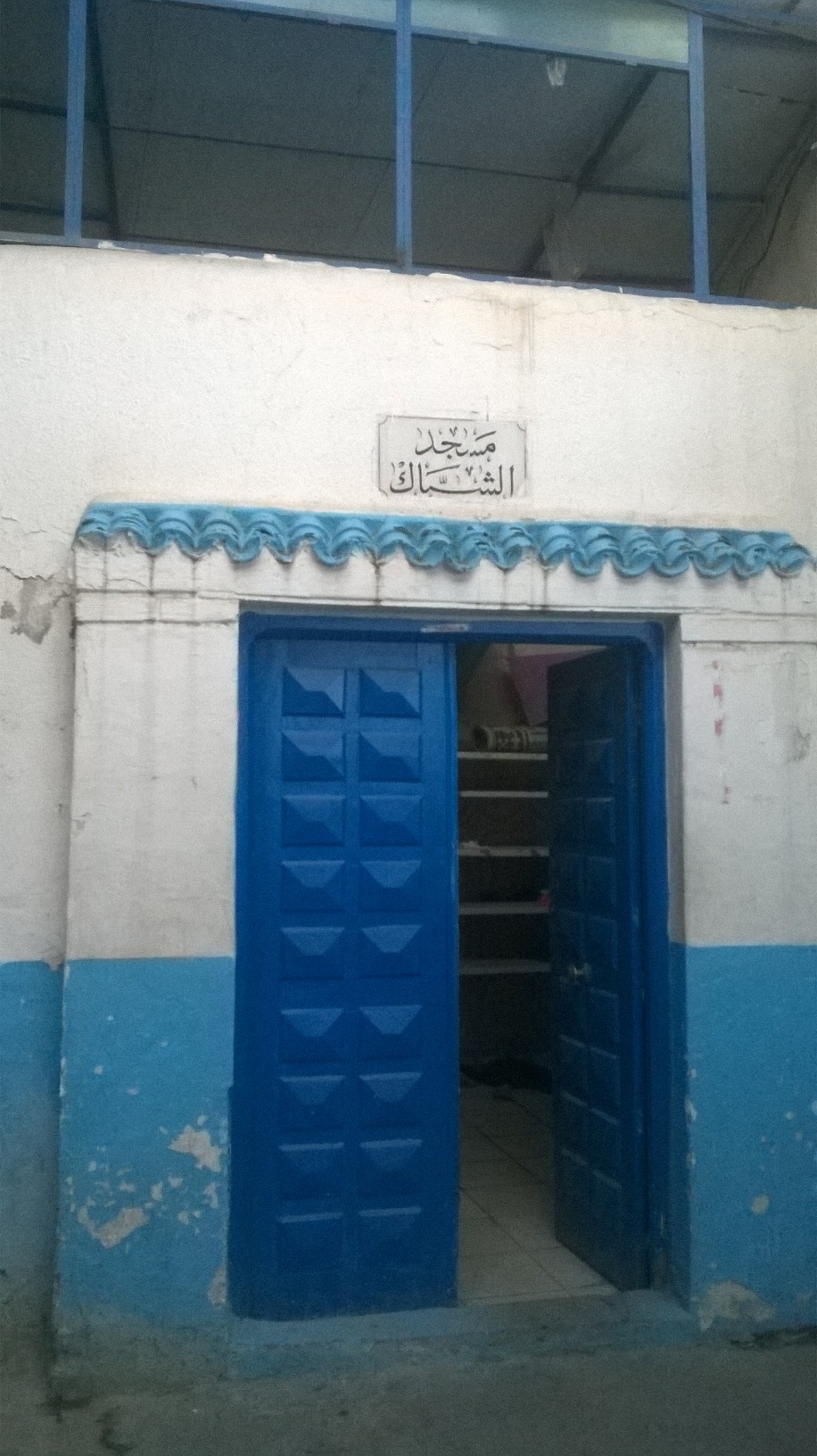
Mosquée Eshobak.
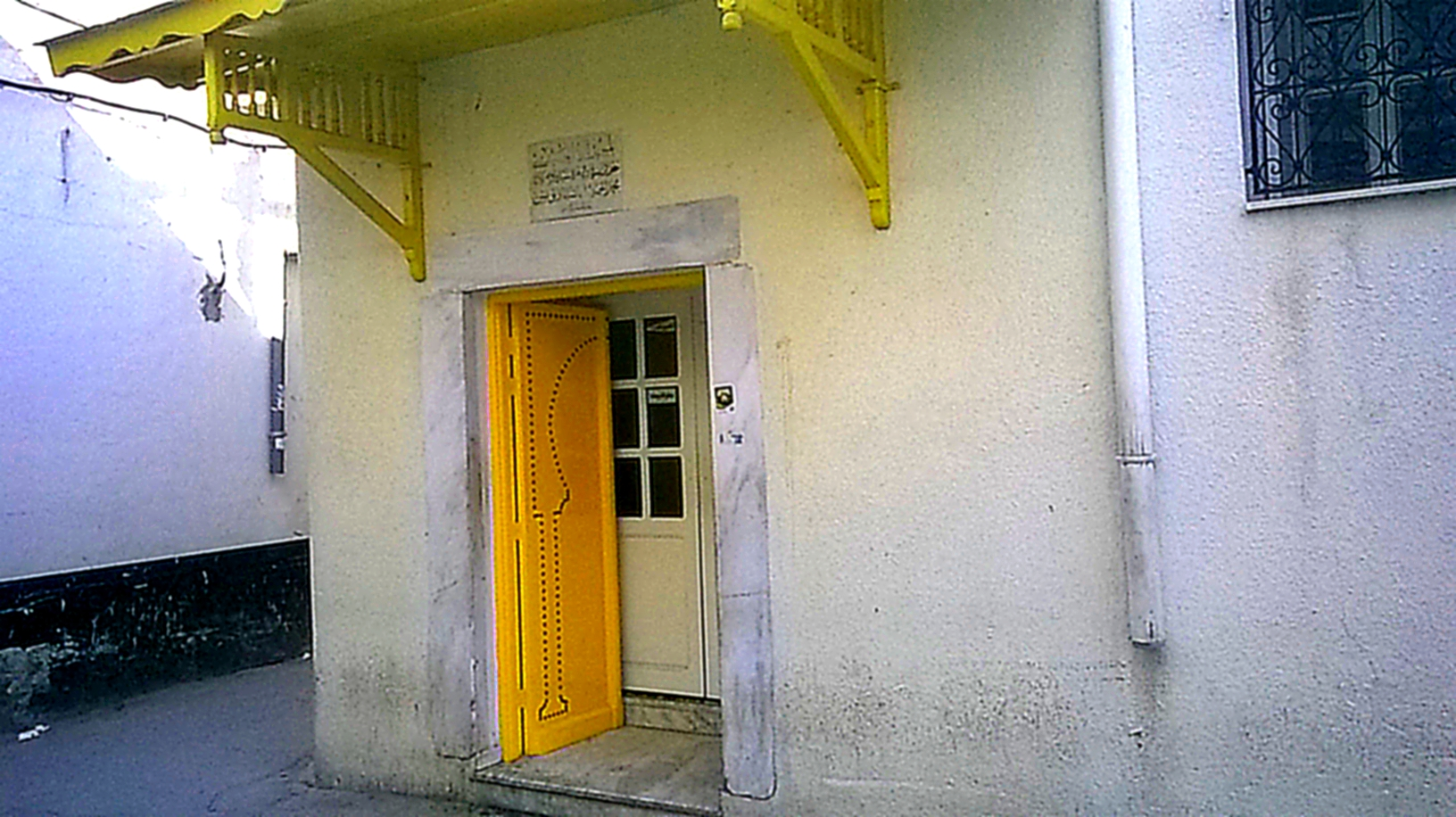
Mosquée El Habibi.
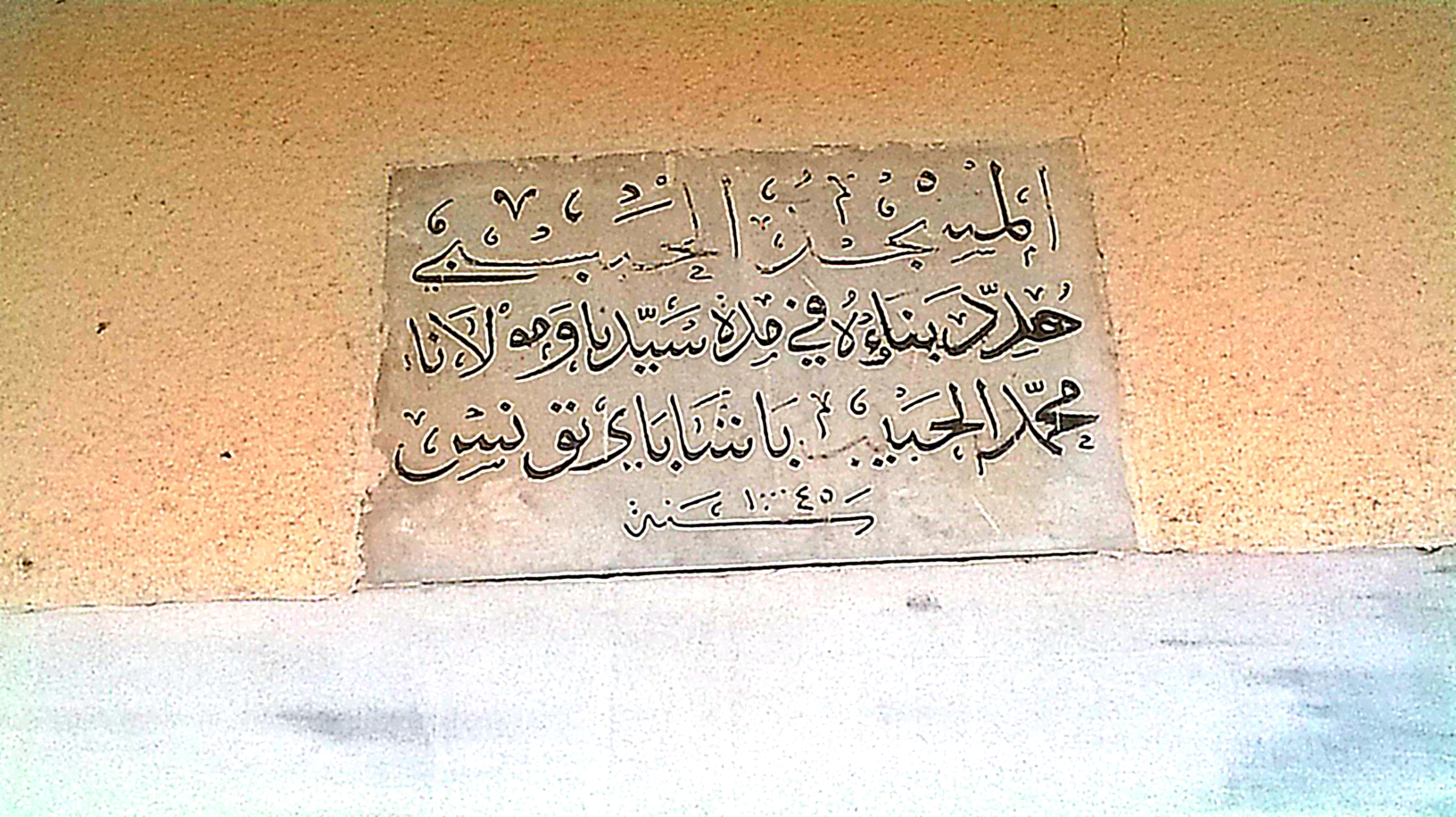
Mosquée El Habibi : plaque commémorative.